# Renate Bertlmann

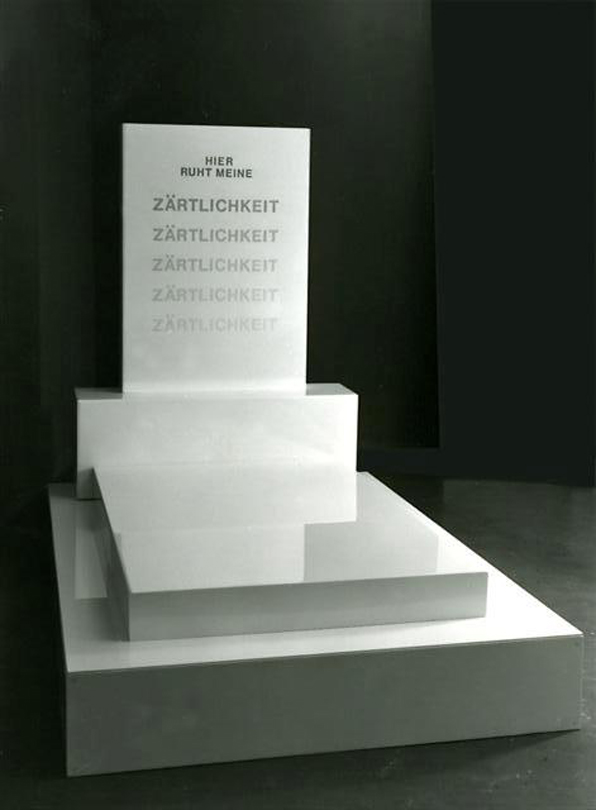
Hier ruht meine Zärtlichkeit (1976)

Renate Bertlmann (* 28. Februar 1943 in Wien) ist eine österreichische bildende Künstlerin. Sie lebt und arbeitet in Wien.

## Leben und Werk
Renate Bertlmann studierte nach der Matura von 1964 bis 1970 an der Akademie der bildenden Künste in Wien, war dort von 1970 bis 1982 Lehrbeauftragte für Maltechniken und ist seit 1970 freischaffend tätig. Sie gehört zur feministischen Avantgarde der frühen 1970er Jahre.
Bertlmann arbeitet mit den verschiedensten Medien, wie Zeichnungen, Bilder, Objekte, Installationen, Fotografie, Foto-Filme, Videos und gilt als eine Pionierin der Performancekunst. In den 1970er Jahren entwickelte sie einen ironischen Stil, in dem sie weibliche Rollenbilder, Sexualität, Mutterschaft und Geschlechterbeziehungen erkundete. 1973 veröffentlichte sie ihr Pamphlet Warum malt sie keine Blumen? In den 1980er Jahren band sie Kitsch und Pornografie in ihre Arbeiten ein.
Sie erhielt 2007 den Preis der Stadt Wien für bildende Kunst und ist in der Sammlung der Stadt Wien vertreten. Sie ist Mitglied der Wiener Secession und der niederösterreichischen Fotoinitiative FLUSS. Bertlmann wurde 2017 der Große Österreichische Staatspreis verliehen – die höchste Auszeichnung für Künstlerinnen in Österreich. Bei der 58. Kunstbiennale in Venedig 2019 vertrat sie Österreich. Als erste Künstlerin bespielte sie den österreichischen Pavillon mit einer Einzelausstellung. 2023 wurde im Belvedere 21 (Wien) ihre erste Retrospektive zum Anlass ihres 80. Geburtstags eröffnet.
Sie ist seit 1969 verheiratet mit dem Physiker Reinhold Bertlmann.

## Ausstellungen
- 1975 Magna feminismus, Galerie St. Stephan, Wìen
- 1977 Künstlerinnen International, Schloss Charlottenburg, Berlin
- 1978 Festival einer anderen Avantgarde, Brucknerhaus, Linz
- 1982 Stimmen der Sehnsucht, Galerie Apropos, Luzern
- 1985 Kunst mit Eigen-Sinn, Museum Moderner Kunst, Wien
- 1986 Bestehend-lebend-gegenwärtig, Museum Villa Stuck, München
- 1991 Außerhalb von Mittendrin, NGBK, Berlin
- 1993 Schneegestöber – Flitter(s)türme, Kunsthalle Exnergasse, Wien
- 2002 Werkschau VII, Arbeiten von 1976–2002, Fotogalerie Wien
- 2003 Künstlerinnen – Positionen 1945 bis heute, Kunsthalle Krems
- 2007 Top U29, Studio Tommaseo, Trieste
- 2008 MATRIX, Geschlechter / Verhältnisse / Revisionen, MUSA
- 2009 VIDEORAMA – Kunstclips aus Österreich, Kunsthalle Wien
- 2009 rebelle. art and feminism 1969–2009, Museum voor Moderne Kunst Arnhem, Holland
- 2010 DONNA: AVANGUARDIA FEMMINISTA NEGLI ANNI '70 dalla Sammlung Verbund di Vienna, Galleria Nazionale d’Arte Moderna, Roma
- 2013 MUJER/WOMAN, La vanguardia feminista de los anos 70, Círculo de Bellas Artes, Madrid
- 2013 TRANSFORMATIONS, Richard Saltoun Gallery, London
- 2014 AKTIONISTINNEN, Kunsthalle Krems/Frohner Forum, Krems
- 2014 Gwangju Biennale 2014 Burning Down The House, Gwangju, Südkorea
- 2014 IM DIALOG: WIENER AKTIONISMUS, Museum der Moderne Salzburg
- 2014 SELF-TIMER STORIES, Austrian Cultural Forum New York
- 2014 WOMAN, The Feminist Avant-Garde of the 1970s, BOZAR, Brüssel
- 2015 Feministische Avantgarde der 1970er Jahre. Werke aus der Sammlung Verbund, Wien, Hamburger Kunsthalle[7]
- 2015 The World Goes POP, Tate Gallery of Modern Art, London
- 2015 SELF-TIMER STORIES, Musac, Leon, Spain
- 2015 Die achtziger Jahre in der Sammlung des MUSA, MUSA Museum, Wien
- 2015 RABENMÜTTER zwischen Kraft und Krise: Mütterbilder von 1900 bis heute, Lentos Kunstmuseum, Linz
- 2016 Renate Bertlmann. Amo ergo sum. Sammlung Verbund, Wien. Monografie.[8]
- 2016 TENTOONE, Kunstraum SUPER, Wien[9]
- 2017/ Feministische Avantgarde der 1970er-Jahre aus der Sammlung Verbund, Wien, MUMOK, Wien;[10] 2017/2018 Zentrum für Kunst und Medien, Karlsruhe;[11] 2018/2019 Dům umění, Brünn, Tschechien[12][13]
- 2018 Eva und die Zukunft. reloaded. Hommage an Werner Hofmann (part 2) Frohner Forum, Krems an der Donau
- 2019 Hier ruht meine Zärtlichkeit Landesgalerie Niederösterreich, Krems an der Donau
- 2019 „Discordo Ergo Sum“, Österreichischer Pavillon, Venedig
- 2020 Renate Bertlmann. Carlone Contemporary, Oberes Belvedere, Wien
- 2020 THE BEGINNING. Kunst in Österreich 1945 - 1980, Albertina modern, Wien
- 2021 Female Sensibility – Feministische Avantgarde aus der SAMMLUNG VERBUND, Lentos Kunstmuseum, Linz
- 2022 Rendezvous mit der Sammlung. Kunst von 1960 bis heute, Landesgalerie NÖ, Krems
- 2022 Das Tier in Dir – Kreaturen in (und außerhalb) der MUMOK Sammlung, MUMOK, Wien
- 2022 FLOWERS! Blumen in der Kunst des 20. und 21. Jahrhunderts, Museum Ostwall, Dortmund
- 2022 that other world, the world of the teapot. tenderness, a model, Kestner Gesellschaft, Hannover
- 2022 a shop is a shop is a shop, Kunsthalle Wien
- 2023 Public Matters, Unteres Belvedere, Belvedere Garten, Wien
- 2023 Fragile Obsessionen, Belvedere 21, Wien
- 2024 20 Jahre SAMMLUNG VERBUND, Albertina, Wien[14]

## Auszeichnungen
- 1978: Theodor-Körner-Preis
- 1980: Z-Förderungspreis
- 1989: Förderungspreis der Stadt Wien für bildende Kunst
- 2007: Preis der Stadt Wien für Bildende Kunst[15]
- 2017: Großer Österreichischer Staatspreis[16]